# Didrik Arup Seip
Pour les articles homonymes, voir Arup et Seip.
Didrik Arup Seip (né le 31 août 1884 à Hobøl, décédé le 3 mai 1963 à Oslo) est un linguiste norvégien. Dr. philo. en 1916, professeur de riksmål, plus tard de linguistique des langues nordiques à l'Université d'Oslo, de 1916 à 1954. Recteur de l'université de 1937 jusqu'à ce qu'il soit renvoyé par le gouvernement d'occupation en 1941. Il passe le reste de la guerre en captivité.

## Famille
Il est le fils du pasteur Jens Laurits Arup Seip et le petit fils de l'évêque Jens Lauritz Arup. Son frére est Hans Seip. Son prénom vient de sa grand-mère Didrikke von Cappelen, fille d'Ulrich Fredrich von Cappelen et petit-fils de Diderich von Cappelen. En 1914, il se marie avec Johanne Remmer Seip (née le 2 mars 1892 à Copenhague et décédée le 4 juillet 1966 à Dypvåg). Il est le beau père de Per Saugstad et grand-père maternel du pédiatre Ola Didrik Saugstad et du philosophe Jens Saugstad. Il est également le beau-père du médecin Peter Frederik Hjort, marié à Tone Seip, et de Tormod Førland, marié à Katrine Seip, professeur de chimie à l'institut norvégien de technologie. Didrik Arup Seip était le beau-frère d'Eivind Berggrav.

## Carrière universitaire
Seip a été membre de la commission pour la réforme orthographique de 1916 et de la commission instituée par le Storting, Norsk språknemnd de 1952 à 1955 dont il fut le premier président. Ces comités ont fait l'objet de critiques très importantes, car ils étaient composés exclusivement de philologues et de politiciens impliqués dans les débats linguistiques sur le norvégien et ont adopté de nouvelles règles d'orthographe à utiliser dans les écoles et le secteur public sans que cela ait été demandé par la presse, des éditeurs ou des utilisateurs ordinaires de la langue.
Dans sa jeunesse, il était membre de Pønskarlaget (un petit cercle de philologues de l'Université du roi Frédéric , fondé en 1903, fermé en 1927, qui organisait des réunions où le nynorsk était la langue obligée).
Il est nommé recteur de l'Université d'Oslo en 1937.

## Seconde guerre mondiale
Après l'occupation en 1940, il est membre de l'Administrasjonsrådet, un gouvernement provisoire dont il est l'éphémère ministre de  l'éducation. Il est également devenu un homme central de Kretsen au début des années de guerre, un groupe de résistance très important pendant la Seconde Guerre mondiale.
En 1941, Seip est démis de ses fonctions à l'université par les forces d'occupation et arrêté. Interné à Grini et à Sachsenhausen, il est libéré de Sachsenhausen en décembre 1942 sans autorisation de rentrer en Norvège. Il doit d'abord vivre à Munich et à partir d'avril 1943 à Berlin. Après le bombardement du 23 novembre 1943, il déménage dans le village de Gross Kreutz à l'extérieur de Potsdam où il est «interné» avec la famille Hjort.
Là, avec Johan B. Hjort, il est un des chefs de file de l'aide apportée aux prisonniers scandinaves en Allemagne. Seip lui-même écrit que Sven Hedin lui a rendu visite dans le camp en 1943 et avait parlé de son cas aux dirigeants allemands. Adolf Hoel et Olaf Brochtok ont discuté de la situation de Seip avec les autorités allemandes et avec l'Université de Berlin. Scharffenberg mentionne que le prince Eugène, le diplomate suédois Richert et le diplomate finlandais Kivimäki ont contribué à la libération de Seip, Felix Kersten aurait joué un rôle important en influençant Himmler,.
En février 1945, Folke Bernadotte conclut un accord avec Heinrich Himmler sur le transfert des prisonniers danois et norvégien. L'accord avec Himmler permettait à Bernadotte de consulter Seip à Groß Kreutz lequel a impliqué le reste du petit groupe norvégien. Les listes détaillées des prisonniers norvégiens et danois réunis à Gross Kreutz ont joué un rôle important dans la collecte des prisonniers et la mise en œuvre pratique du transport, connus sous le nom de bus blancs.

## Publications

### Publications littéraires
Avec Francis Bull et Halvdan Koht, il a publié la première édition scientifique des écrits d'Henrik Ibsen, édition dite du centenaire, Hundreårsutgaven, (21 pièces en 23 volumes, 1928-1957). Cette édition est un produit de son temps, car elle ne reproduit pas littéralement le texte d'Ibsen.
Avec Henrik Jæger, il a publié une édition complète des écrits de Wergeland.

### Travaux sur l'histoire de la linguistique
Didrik Arup Seip, a écrit différentes études sur la langue norvégienne que ce soit à l'époque Viking ou au début du 20e siècle. il y a plusieurs points dans ses études qui vont dans le sens de a légitimité du nynorsk, ce dernier est une forme plus proche des origines et plus ancienne du norvégien. Il a été pendant de nombreuses années président de la Bymålslaget.

### Publications linguistiques
S'il a principalement écrit sur l'histoire de la langue norvégienne, que ce soit sur l'apparition des langues scandinaves issues du vieux norrois et de ses dialectes, que ce soit sur l'hégémonie linguistique danoise et la survivance du norvégien, Seip s'est également investi dans les questions linguistiques de son époque à travers la rédaction de plusieurs grammaires (souvent pour les écoles) et d'essais sur le développement de la langue norvégienne.

#### Ouvrages scolaires
- En liten norsk sproghistorie, 1914
- Norsk grammatik (Formlæra i landsmaalet) avec S.W.Hofgaa, 1919

#### Essais sur le développement de la langue norvégienne
- Språklig omvurdering i norsk språkutvikling, Aschehoug & co, 1937
- Aktuelle spørsmål i norsk språkutvikling, Cappelen, 1958

#### Ouvrages sur l'histoire de la langue norvégienne
- liste non exhaustive -
- Lydverket i Åsdølmålet, 1915
- Østlandsk reisning : Norsk samling, Steen, 1916
- Norsk sproghistorie, 1920
- Dansk og norsk i eldre tider, Steenske forlag, 1922
- Norge; om navnet på vårt land fra de eldste tider av, Steen, 1923
- Fornorskningen av vårt språk, 1933
- Studier i norsk språkhistorie, 1934
- Nye studier i norsk språkhistorie, Aschehoug, 1954
- Norsk språkhistorie til omkring 1370, Aschehoug, 1955
- Norsk og nabospråkene i slutten av middelalderen og senere tid, 1959
- Noen sørlandske dialekt former i historisk lys, 1963

## Prix
Le 31 décembre 1945, Seip reçoit la grande croix de l' Ordre de Saint-Olav pour "mérite en tant que directeur de l'Université d'Oslo". La même année, il est nommé doctorats honoris causa de l'Université de Copenhague.